# 塔朱拉灣

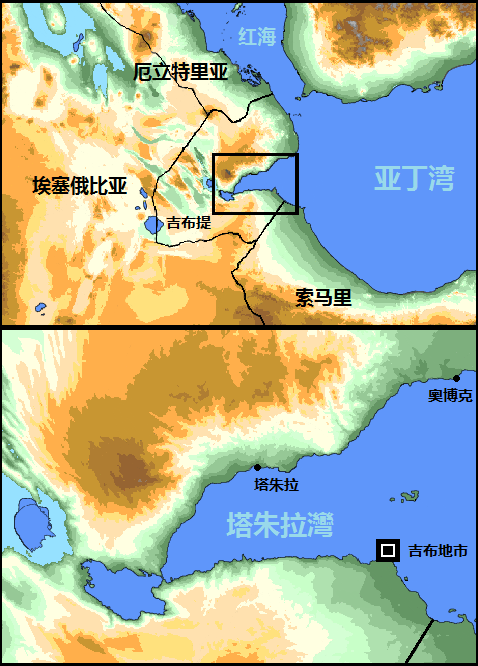

塔朱拉灣（阿拉伯语：‎）是印度洋亞丁灣的海灣，位於曼德海峽以南的非洲之角，除了南岸的一部分屬於索馬利亞（實質為索馬利蘭統治）外，其海岸線大部分屬於吉布提領土。塔朱拉灣的港口包括奧博克、塔朱拉和吉布提市。